# 가이올레인키안티
가이올레인키안티(이탈리아어: Gaiole in Chianti)는 이탈리아 토스카나주 시에나도에 있는 코무네다. 피렌체에서 남동쪽 40km, 시에나에서 북동쪽 15km 거리에 있다. 미국 잡지사 포브스가 선정한 "유럽에서 살기에 가장 서정적인 장소" 순위권에 든 적이 있다.
매년 3월에 시에나의 자갈길을 달리는 프로 자전거 대회인 스트라데 비안케가 열린다. 그리고 10월에는 전자 대회에 같은 도로를 사용하는 민간 자전거 대회가 열린다.